# Inhalts- und Umfangsmanagement
Das Inhalts- und Umfangsmanagement (englisch scope management) als Teil des Projektmanagements dient der Sicherstellung, dass im Projekt genau die Aufgaben durchgeführt werden, die zum erfolgreichen Abschluss notwendig sind.
Dazu gehört die Planung und Verifikation, dass zum einen nichts vergessen wurde, andererseits dass keine unnötigen Arbeiten durchgeführt werden.
Im Projektkontext kann der Begriff Inhalt und Umfang sowohl für das Projekt selbst („Was ist zu tun?“) als auch für das Produkt („Was wird durch das Projekt getan?“) stehen.
Die Ergebnistypen für das Projekt (z. B. Analysedokument, Designdokument) sind für alle Projekte derselben Kategorie (z. B. IT-Projekte) ähnlich. Die gewünschten Produkteigenschaften sind dagegen für alle Produkte unterschiedlich.

## PMBOK Guide
Der PMBOK Guide sieht hierfür fünf Hauptprozesse vor:
- Initiierung: Autorisierung/Start des Projekts oder der nächsten Projektphase.
- Planung von Inhalt und Umfang: Erstellung einer schriftlichen Inhalts- und Umfangsbeschreibung (englisch scope statement) als Grundlage einer Projektentscheidung. In vielen Unternehmen ist die Inhalts- und Umfangsbeschreibung Teil des Projektantragsverfahrens.
- Definition von Inhalt und Umfang: Unterteilung in Ergebnistypen. Diese kleinen, handhabbaren Einheiten zur Beschreibung von Inhalt und Umfang sind Grundlage für spätere Aufwandsschätzungs- und Planprozesse.
- Verifikation von Inhalt und Umfang: Die Verifikation prüft unter anderem die Vollständigkeit, Korrektheit und Konsistenz des definierten Inhalts und Umfangs. Die Prüfung wird durch die formelle Abnahme durch den Auftraggeber abgeschlossen.
- Änderungssteuerung von Inhalt und Umfang: Hier wird geprüft, ob genehmigte Änderungen (und nur diese) korrekt umgesetzt wurden.